# Сімпсони
«Сі́мпсони» (англ. «The Simpsons») — американський анімаційний сатиричний серіал, створений Меттом Ґрейнінґом для компанії «Fox». Мультсеріал — сатирична пародія на стиль життя середнього класу США, втілена в сім'ї Сімпсонів, яка складається з Гомера, Мардж, Барта, Ліси та Меґґі. Більшість подій відбуваються у вигаданому містечку Спрінґфілді (англ. Springfield). Шоу висміює численні аспекти життя людей, американську культуру, суспільство, навіть американське телебачення.
«Сімпсони» є найдовшим анімаційним серіалом в історії американського телебачення: понад 750 серій, які, зі свого боку, об'єднані у 36 сезонів приблизно по 20 серій у кожному. Дебютував 19 квітня 1987 на телеканалі «Fox» у «Шоу Трейсі Ульман». Виробник — продакшн-компанія «Gracie Films».
Ґрейнінґ вигадав «Сімпсонів» незадовго до початку співпраці з Джеймсом Бруксом. Він зробив кілька короткометражних сюжетів із життя маргінальної родини, обравши для героїв імена членів власної сім'ї, а своє замінивши на «Барт». Короткометражні фрагменти стали частиною «Шоу Трейсі Ульман», прем'єра відбулася 19 квітня 1987. Після трьох сезонів в етері 17 грудня 1989 року програма розвинулася до півгодинного шоу класу «прайм-тайм».
Сімпсони стали одним із перших успішних проєктів компанії «Fox», здобувши кілька видатних нагород. 1998 року, визначаючи найбільші досягнення XX століття в мистецтві та індустрії розваг, часопис «Тайм» назвав «Сімпсонів» найкращим телесеріалом сторіччя. 14 січня 2000 року «Сімпсонів» нагородили зіркою на Алеї Слави в Голлівуді. Це — найтриваліший серед усіх американських комедійних і анімаційних телесеріалів. «Сімпсони» досі мають потужний вплив на сучасну попкультуру. Цитати з серіалу увійшли до багатьох мов світу. Роздратований вигук Гомера «Д'оу!» (англ. D'oh!) внесено до словника англійської мови. Цитати й теми серіалу вплинули на багато інших анімаційних комедій наприкінці дев'яностих.
2007 року — у рік 20-річчя серіалу — на екрани вийшов повнометражний фільм «Сімпсони у кіно», касові збори якого по всьому світі склали приблизно 525,3 мільйона доларів.
У квітні 2018 року з виходом 636 серії він став найдовшим серед серіалів за кількістю епізодів, які виходили у прайм-тайм, обігнавши при цьому серіал «Димок зі ствола».
Наприкінці 2023 року «Сімпсони» посіли 4 сходинку у списку 100 найвеличніших серіалів усіх часів за версією видання «Variety».
Починаючи із 36 сезонна прем'єри деяких серій серіалу відбувається ексклюзивно на «Disney+». Для тридцять п'ятого та тридцять шостого виробничих циклів «Fox» замовив 18 епізодів, а «Disney+» — 4 епізоди. Першою серією став різдвяний спецвипуск «O C'mon All Ye Faithful», який випустили 17 грудня 2024 року, в день 35-річчя мультсеріалу.
2 квітня 2025 року мультсеріал продовжили до 40 сезону.
Рейтинг мультсеріалу за версією Американської кіноасоціації — TV-PG та TV-14. В Україні мультсеріал має вікове обмеження 12+ (раніше — 16+, перегляд неповнолітніми глядачами рекомендується разом з батьками або з відома батьків).
Українською дубльовано всі серії до 31 сезону включно:
- 1—17 сезони дублювала студія «Пілот» (на замовлення телеканалу «М1»);
- 18—20 сезони — відділ дубляжу й адаптації студії «1+1» (для телеканалу «2+2»);
- 21—25 сезони дубльовано студією «ISP Film» (на замовлення телеканалу «QTV»);
- 26—31 сезони — студією «Так Треба Продакшн» (на замовлення каналу «НЛО TV»).

## Походження
Ідея серіалу виникла у Ґрейнінґа буквально в коридорі перед офісом Джеймса Брукса, який запропонував Меттові вигадати тему для серії мультиплікаційних короткометражних фільмів (після того, як було відхилено проєкт перетворення на телесеріал коміксів Ґрейнінґа «Життя в пеклі»). Метт швидко накреслив план майбутнього серіалу про «маргінальну американську родину» Він назвав персонажів так, як власних членів родини, замінивши своє власне ім'я на «Барт», адаптувавши анаграму слова «brat»..

Родина Сімпсонів у «Шоу Трейсі Ульман»

Родина Сімпсонів вперше з'явилася в етері у «Шоу Трейсі Ульман» 19 квітня 1987 року з короткометражним фільмом «Good Night». Ґрейнінґ презентував художнику ескізи-чернетки основних персонажів, сподіваючись, що їхня зовнішність зазнає покращення в процесі роботи. Втім, мультиплікатори просто скопіювали його малюнки, внаслідок чого в перших серіях герої виявилися намальованими дещо грубо і «неохайно».
1989 року виробнича команда адаптувала «Сімпсонів» у формат півгодинних серій для телекомпанії «Fox». Контракт, складений Джеймсом Бруксом, передбачав цілковите невтручання телекомпанії в зміст програми. За словами Ґрейнінґа, метою створення серіалу була ідея запропонувати американському глядачеві альтернативу «мейнстрімовому сміттю», яке заповнює телеетер. Прем'єра першої півгодинної серії (різдвяної «Simpsons Roasting on an Open Fire») відбулася 17 грудня 1989 року.
За підсумками першого етерного сезону, «Сімпсони» зайняли перше місце серед усіх серіалів компанії «Fox», внаслідок чого їх було пересунуто на рейтинговіший час доби. 1992 року Трейсі Ульман подала позов проти «Fox», стверджуючи, що причиною успішності серіалу є його початкова участь в її шоу, та вимагаючи частину прибутків. Суди не задовольнили цей позов.
Зміст серіалу від самого початку мав суперечливий характер. Часта безкарність поведінки бунтівного персонажа Барта дала привід певним консервативно налаштованим батьками розцінити його як поганий приклад для наслідування дітьми. В одній зі своїх промов тодішній президент США Джордж Г. В. Буш використав Сімпсонів як антитезу: «Американська родина має бути… менше схожою на Сімпсонів». Носіння предметів одягу з зображенням персонажів серіалу (зокрема Барта) було заборонене в деяких школах США.

## Виробництво

### Сценарії
Команда сценаристів «Сімпсонів» складається з 16 осіб, які починають пропонувати ідеї серій щороку на початку грудня. Головний сценарист кожної серії створює перші чернетки. Сесії групової роботи над сценаріями містять у собі додавання та вилучення певних жартів, розробку мізансцен, пробне читання реплік акторами озвучування тощо. Виробництво кожної серії триває до шести місяців, тому сюжети рідко відбивають поточні події.
Автором сценаріїв найбільшого числа серій (60-ти) є Джон Шварцвельдер.

### Виконавчі продюсери
Метт Ґрейнінґ, Джеймс Брукс і Сем Саймон з першого дня зазначаються виконавчими продюсерами. Хоча кожен з них вже покинув серіал. Метт Ґрейнінґ, і Джеймс Брукс виступають більше як консультанти. Попри те, що 2015 року Сем Саймон помер, він і надалі згадується в титрах.
- 1—2 сезони: Метт Ґрейнінґ, Джеймс Брукс і Сем Саймон;
- 3—4 сезони: Ел Джін і Майк Рейсс;
- 5—6 сезони: Девід Міркін;
- 7—8 сезони: Білл Оуклі та Джош Вайнштейн;
- З 9 до 12 сезону: Майк Скаллі;
- З 13 до 22 сезону: Ел Джін;
- З 23 до 32 сезону: Ел Джін і Метт Селман;
- З 33 сезону головним виконавчим продюсером є Метт Селман.

## Актори озвучення
За винятком однієї серії, у титрах зазначаються лише імена акторів без вказівки на озвучувані ними ролі. Протягом перших сезонів виробнича команда і «Fox» намагалися тримати в секреті особи акторів, проводячи суворо закриті сесії звукозапису і не публікуючи фотографії акторів. Втім пізніше керівництво телекомпанії вирішило припинити цю політику, розсудивши, що актори заслуговують на визнання.
Основний акторський склад «Сімпсонів» складається із шести акторів: Ден Кастелланета (озвучує Гомера Сімпсона, Абрахама Сімпсона, клоуна Красті та інших дорослих персонажів чоловічої статі), Джулія Кавнер (голос Мардж Сімпсон, Патті та Сельми та інших епізодичних персонажів), Ненсі Картрайт (Барт Сімпсон та інші діти), Ярдлі Сміт (Ліса Сімпсон), Генк Азарія (другорядні персонажі Мо Сизляк, шеф Віґґам тощо) і Гаррі Шірер (Монтгомері Бернс, Вейлон Смізерс, Сеймур Скіннер, Нед Фландерс, доктор Гібберт тощо).
Також в озвученні серіалу беруть (або брали) участь такі актори як Памела Гайден, Тресс Мак-Нілл, Марсія Воллес, Меґґі Росвелл, Рассі Тейлор, Марсія Міцман Ґейвен, Альберт Брукс, Філ Гартман, Джон Ловітц, Джо Мантенья, Келсі Греммер, Моріс ЛаМарш, Джейн Качмарек, Джен Гукс та ін.
У «Сімпсонах» часто з'являються як гості люди різних професій: актори, спортсмени, письменники, музиканти, вчені, політики тощо — у ролях самих себе. Першим із таких випадків була поява популярного співака Тоні Беннета у серії «Homer Dancing». За числом знаменитостей, що брали участь у програмі, «Сімпсони» посіли перше місце серед телесеріалів, що є зафіксованим у «Книзі рекордів Гіннеса».
Серіал дубльовано багатьма мовами світу (включно з японською, німецькою, іспанською, португальською, українською тощо) Для показу у Франції та у Квебеку було створено дві відмінні версії дубляжу французькою мовою. Існує також дубляж арабською мовою, проте у зв'язку з особливостями ісламських звичаїв, багато нюансів серіалу зазнало змін. Зокрема, Гомер в арабській версії п'є не пиво, а газовану воду і їсть не хот-доги, а єгипетські яловичі сосиски. У зв'язку з цими змінами арабська версія серіалу зазнала критики та нарікань з боку фанів з арабських країн.
У січні 2020 року актор Генк Азарія заявив, що більш не озвучуватиме другорядного персонажа, індійця Апу Нахасапімапетілона. Образ власника магазину неодноразово називали расистською карикатурою на іммігрантів з Південної Азії, в якій зібрано безліч негативних стереотипів.
У червні 2020 року (на хвилі антирасистських акцій Black Lives Matter) творці мультсеріалу заявили, що заборонять білим акторам озвучувати небілих персонажів. Відповідне рішення прийнято після повідомлення білого актора Майка Генрі про те, що він більше не буде озвучувати темношкірого персонажа Клівленда в мультсеріалі «Сім'янин».

### Анімація
Анімацією «Сімпсонів» займається кілька студій як у США, так і в інших країнах. Протягом показу серій в рамках «Шоу Трейсі Ульман» анімація виконувалася на базі американської студії «Класкі-Чупо». Після того як серіал дебютував у сучасному форматі, робоче навантаження аніматорів збільшилося, і «Fox» уклала угоди з кількома міжнародними студіями, розташованими в Південній Кореї. Художники анімаційної студії «Film Roman» (США) створюють розкадровки, нових персонажів, фони та персонажів у них (на основі чого автори сценарію інколи роблять відповідні модифікації перед відправкою матеріалів у закордонні студії). Корейські студії виконують малювання проміжних кадрів, оцифрування малюнків і виведення анімації на плівку, яку відправляють у США (процес триває до 3-4 місяців). Першою серією, створеною за допомогою цифрових технологій була «Radioactive Man» (7-й сезон).

## Список серій
| Сезон | Сезон                        | Кількість серій              | Оригінальна дата показу | Оригінальна дата показу | Рейтинг Нільсена                           | Рейтинг Нільсена | Рейтинг Нільсена |
| Сезон | Сезон                        | Кількість серій              | Прем’єра сезону         | Фінал сезону            | Кількість домогосподарств / глядачів (млн) | Ранк             | Рейтинг          |
| ----- | ---------------------------- | ---------------------------- | ----------------------- | ----------------------- | ------------------------------------------ | ---------------- | ---------------- |
|       | 1                            | 13                           | 17 грудня 1989          | 13 травня 1990          | 13,4 млн домогосподарств                   | 30               | 14.5             |
|       | 2                            | 22                           | 11 жовтня 1990          | 11 липня 1991           | 12,2 млн домогосподарств                   | 38               | Н/Д              |
|       | 3                            | 24                           | 19 вересня 1991         | 27 серпня 1992          | 12 млн домогосподарств                     | 33               | Н/Д              |
|       | 4                            | 22                           | 24 вересня 1992         | 13 травня 1993          | 12,1 млн домогосподарств                   | 30               | 13.0             |
|       | 5                            | 22                           | 30 вересня 1993         | 19 травня 1994          | 10,5 млн домогосподарств                   | 53               | Н/Д              |
|       | 6                            | 25                           | 4 вересня 1994          | 21 травня 1995          | 9 млн домогосподарств                      | 67               | Н/Д              |
|       | 7                            | 25                           | 17 вересня 1995         | 19 травня 1996          | 8 млн домогосподарств                      | 75               | Н/Д              |
|       | 8                            | 25                           | 27 жовтня 1996          | 18 травня 1997          | 8,6 млн домогосподарств                    | 53               | Н/Д              |
|       | 9                            | 25                           | 21 вересня 1997         | 17 травня 1998          | 9,1 млн домогосподарств                    | 30               | 9.2              |
|       | 10                           | 23                           | 23 серпня 1998          | 16 травня 1999          | 7,9 млн домогосподарств                    | 46               | Н/Д              |
|       | 11                           | 22                           | 26 вересня 1999         | 21 травня 2000          | 8,2 млн домогосподарств                    | 44               | Н/Д              |
|       | 12                           | 21                           | 1 листопада 2000        | 20 травня 2001          | 14,7 млн глядачів                          | 21               | Н/Д              |
|       | 13                           | 22                           | 6 листопада 2001        | 22 травня 2002          | 12,4 млн глядачів                          | 30               | Н/Д              |
|       | 14                           | 22                           | 3 листопада 2002        | 18 травня 2003          | 13,4 млн глядачів                          | 25               | Н/Д              |
|       | 15                           | 22                           | 2 листопада 2003        | 23 травня 2004          | 10,6 млн глядачів                          | 42               | Н/Д              |
|       | 16                           | 21                           | 7 листопада 2004        | 15 травня 2005          | 9,6 млн глядачів                           | 52               | Н/Д              |
|       | 17                           | 22                           | 11 вересня 2005         | 21 травня 2006          | 9,1 млн глядачів                           | 62               | 3.2              |
|       | 18                           | 22                           | 10 вересня 2006         | 20 травня 2007          | 8,6 млн глядачів                           | 60               | 4.1              |
|       | 19                           | 20                           | 23 вересня 2007         | 18 травня 2008          | 8 млн глядачів                             | 87               | Н/Д              |
|       | 20                           | 21                           | 28 вересня 2008         | 17 травня 2009          | 6,9 млн глядачів                           | 77               | Н/Д              |
|       | 21                           | 23                           | 27 вересня 2009         | 23 травня 2010          | 7,2 млн глядачів                           | 61               | 3.4              |
|       | 22                           | 22                           | 26 вересня 2010         | 22 травня 2011          | 7,3 млн глядачів                           | 65               | 3.3              |
|       | 23                           | 22                           | 25 вересня 2011         | 20 травня 2012          | 7 млн глядачів                             | 69               | 3.3              |
|       | Найдовший день Меґґі         | Найдовший день Меґґі         | 14 липня 2012           | 14 липня 2012           | Н/Д                                        | Н/Д              | Н/Д              |
|       | 24                           | 22                           | 30 вересня 2012         | 19 травня 2013          | 6,3 млн глядачів                           | 70               | 2.9              |
|       | 25                           | 22                           | 29 вересня 2013         | 18 травня 2014          | 5,6 млн глядачів                           | 81               | Н/Д              |
|       | 26                           | 22                           | 28 вересня 2014         | 17 травня 2015          | 5,6 млн глядачів                           | 100              | 2.6              |
|       | 27                           | 22                           | 27 вересня 2015         | 22 травня 2016          | 4,7 млн глядачів                           | 102              | 2.1              |
|       | 28                           | 22                           | 25 вересня 2016         | 21 травня 2017          | 4,8 млн глядачів                           | 92               | 2.1              |
|       | 29                           | 21                           | 1 жовтня 2017           | 20 травня 2018          | 4,1 млн глядачів                           | 122              | 1.7              |
|       | 30                           | 23                           | 30 вересня 2018         | 12 травня 2019          | 3.7 млн глядачів                           | 126              | 1.4              |
|       | 31                           | 22                           | 29 вересня 2019         | 17 травня 2020          | 3 млн глядачів                             | 103              | 1.1              |
|       | Час грати з долею            | Час грати з долею            | 6 березня 2020          | 6 березня 2020          | Н/Д                                        | Н/Д              | Н/Д              |
|       | 32                           | 22                           | 27 вересня 2020         | 23 травня 2021          | 2,4 млн глядачів                           | 117              | 0.8              |
|       | 33                           | 22                           | 26 вересня 2021         | 22 травня 2022          | 2,3 млн глядачів                           | 98               | 0.7              |
|       | Короткометражки на «Disney+» | Короткометражки на «Disney+» | 4 травня 2021           | В очікуванні            | Н/Д                                        | Н/Д              | Н/Д              |
|       | 34                           | 22                           | 25 вересня 2022         | 21 травня 2023          | 2,1 млн глядачів                           | 98               | 0.65             |
|       | 35                           | 18                           | 1 жовтня 2023           | 19 травня 2024          | 2 млн. глядачів                            | 106              | 0.58             |
|       | 36                           | 22                           | 29 вересня 2024         | 18 травня 2025          | В очікуванні                               | В очікуванні     | В очікуванні     |
|       | 37                           | В очікуванні                 | 28 вересня 2025         | В очікуванні            | В очікуванні                               | В очікуванні     | В очікуванні     |

### Короткометражки в рамках серіалу

#### Найдовший день Меґґі (2012)
У березні 2011 року продюсер Джеймс Брукс виступив з ідеєю зробити німу короткометражку про Меґґі Сімпсон, яка була б схожа на короткометражки «Pixar».
Процес анімації розпочався наприкінці лютого 2012 року. Збірку сцен було проведено на студії в Кореї. Всі фони були намальовані у США.
Брукс забажав випустити мультфільм перед повнометражним мультфільмом при кінотеатральному показі так само, як це робить «Pixar» зі своїми короткометражками. Згодом «The Longest Daycare» (укр. «Найдовший день Меґґі») вийшов перед мультфільмом «Льодовиковий період 4: Континентальний дрейф» 27 червня 2012 року.
Всесвітня телевізійна прем'єра фільму відбулася 17 лютого 2013 року. В Україні мультфільм показав телеканал «QTV».
У грудні 2012 року короткометражка була номінована на премію «Енні» як «Найкращий анімаційний короткометражний продукт». На початку січня 2013 року короткометражка також була номінована на премію «Оскар» за «Найкращий анімаційний короткометражний фільм».

#### Час грати з долею (2020)
2018 року сценаристи Том Гамміль і Макс Просс написали сценарій до серії 30 сезону «The Incredible Lightness of Being a Baby», яка мала б вийти 7 квітня 2019 року як 20 серія 30 сезону. Однак Джеймс Брукс подумав, що вони можуть перетворити частину сюжету про стосунки Меґґі та Гадсона у театральний короткометражний фільм.
Короткометражка «Playdate with Destiny» (укр. «Час грати з долею») вийшла 6 березня 2020 року перед мультфільмом «Уперед». «The Incredible Lightness of Being a Baby» було затримано і перероблено на сиквел короткометражки. Вона вийшла 19 квітня 2020 року як 18 серія 31 сезону.

#### Короткометражки на «Disney+»
У січні 2021 року Джеймс Брукс висунув ідею створити серію короткометражок для стримінґового сервісу «Disney+». Оскільки «Сімпсони» були хітом на «Disney+», Брукс запропонував зробити мультфільми-кросовери з іншими франшизами Disney.
Ел Джін вирішив зробити першою короткометражку на тему «Зоряних війн». Короткометражка «The Force Awakens from Its Nap» (укр. «Пробудження Сили від дрімоти») вийшла у день «Зоряних війн», 4 травня 2021 року.

## Персонажі
Незважаючи на події, що вказують на плин часу (щорічні свята і дні народження) персонажі «Сімпсонів» не старішають і мають такий самий вигляд, як і наприкінці 1980-х років. Протягом усіх серій одягнені у той самий одяг.
Крім того, в серіалі регулярно з'являються інші особи: співробітники, вчителі, родичі та друзі родини, мешканці міста, місцеві знаменитості тощо. Автори серіалу спочатку планували цих персонажів як одноразових гостей, утім багато з них посіли чільне місце в сюжеті, й деяким навіть присвячено окремі серії.

## Місце дії
Дія «Сімпсонів» здебільшого відбувається у вигаданому американському місті Спрінґфілд, щодо якого не повідомляється жодних географічних координат чи уточнень стосовно належності до певного штату США. Попри це прихильники серіалу неодноразово намагалися визначити розташування міста, виходячи з його характеристик, географії оточення, визначних місць, що розташовані поблизу та інших підказок. У відповідь на це, автори серіалу навмисне почали вуалювати нюанси, що могли б вказувати на розташування Спрінґфілда. Назва «Спрінґфілд» є напрочуд поширеною в країні: міста з такою назвою є в понад половині штатів. Географія Спрінґфілда і його околиць охоплює морське узбережжя, пустелі, поля, високі гори та інші види ландшафту, залежно від сюжетних вимог кожної серії. Не зважаючи на це, Мет Ґрейнінґ стверджує, що Спрінґфілд має багато спільного з Портлендом у штаті Орегон — містом, в якому він виріс.

## Тематика
Як основа в «Сімпсонах» використовується стандартне середовище комедії ситуацій. Дія серіалу зосереджена на житті родини в типовому американському місті. Проте, завдяки анімаційній природі серіалу, охоплення навколишньої реальності в ньому є значно ширшим, порівняно до звичайного ситкому. Робота Гомера на атомній електростанції дозволяє авторам висловлюватися на теми стану і захисту довкілля. Показуючи навчання Барта і Ліси у Спрінґфілдській початковій школі, автори мають змогу висвітлювати суперечливі питання освіти. ЗМІ у місті є плідним ґрунтом для сатири на індустрію розваг.
Дехто з коментаторів вважає серіал політичним за природою та звинувачує в лівому ухилі. Втім, один з авторів серіалу, Ел Джін, в інтерв'ю зауважив: «Наша позиція є скоріше ліберальною». Влада і великі корпорації часто зображуються в серіалі в непривабливому та негативному світлі. Політики у світі «Сімпсонів» зазвичай корумповані, релігійні лідери (такі як отець Лавджой) ставляться байдуже до своїх парафіян, місцева поліція є некомпетентною. Тема релігії також нерідко зачіпається в серіалі. У кризові часи родина Сімпсонів часто звертається до Бога, й усі основні світові релігії зазнали висвітлення в серіалі.

## Видатні особливості

### Інтродукція
Одною з найзначніших особливостей серіалу є традиційна інтродукція, з якої починається більшість серій. Вона відкривається сценою, в якій камера рухається від логотипа крізь хмари згори на краєвид міста, показуючи членів родини Сімпсонів, які вертаються (зі школи, роботи, закупів) додому і сідають у вітальні на диван перед телевізором. Автором ідеї є аніматор Девід Сільверман — це була його перша робота в серіалі. Характерна музична тема серіалу була створена Денні Ельфманом 1989 року на прохання Ґрейнінґа, який попросив його написати «щось у стилі ретро». Написана протягом двох днів, музична п'єса стала найуспішнішим твором у всій кар'єрі Ельфмана.
Три аспекти інтродукції міняються від серії до серії: текст, який Барт пише на класній дошці, мелодія, яку грає Ліса на саксофоні, і візуальний жарт, пов'язаний зі сценою, в якій родина входить до вітальні й сідає на диван («диванний ґеґ», англ. couch gag).

### Серії на свято Хелловін
Щорічною традицією стали серії до свята Хелловін, які мають назву «Хатка жахів» (англ. Treehouse of Horror; до 12 випуску включно англ. The Simpsons Halloween Special; 13 випуску англ. The Simpsons Treehouse of Horror) із порядковим номером, показаним римськими цифрами (винятки — тринадцятий випуск, де число «13» зображене арабськими цифрами, та двадцять шостий, де назва не зображена взагалі). Перша така серія вийшла 1990 року в рамках 2-го сезону. Сюжети святкових серій як правило показують родину Сімпсонів у центрі подій, що нагадують фільм жахів або фантастичний фільм, і часто є пародією або алюзією на відомі твори цих жанрів. Сюжети таких серій є неканонічними та не вписуються у звичайну послідовність подій серіалу (зокрема, головні герої в них здебільшого гинуть).

### Гумор
Кожен з основних персонажів серіалу має принаймні одну «фірмову» фразу, багато з яких встигли стати крилатими. Серед них: «Д'оу!» (Гомер), «Чудово…» (містер Бернс), «Ха-ха!» з характерною інтонацією (Нельсон) та ін. Деякі з «фірмових» фраз Барта («¡Ay, caramba!», «З'їж мої шорти!») стали популярними гаслами, що друкуються на футболках. Використання крилатих фраз в останніх сезонах серіалу стало менш розповсюдженим.
Гумор серіалу зачіпає широкий спектр суспільних явищ, близьких представникам різних поколінь: серед них алюзії на фільми, телепередачі, твори літератури та музики, наукові та історичні події. Багато жартів міститься в тексті написів, газет та інших місцях, які можуть бути не помітними під час одноразового перегляду.

## Вплив на культуру

### Вплив на мову
Чимало неологізмів увійшло із «Сімпсонів» в англійську мову. Найвідомішою крилатою фразою став обурений вигук Гомера «Д'оу!», який навіть було внесено до Оксфордського словника англійської мови. Також у широкий вжиток пішли вирази «Чудово…» (вимовлене зі зловісною інтонацією в манері Монтґомері Бернса), тріумфальний вигук Гомера «Ву-ху!», зловтішний сміх Нельсона Мюнца «Ха-ха!», прикметник «cromulent» із серії «Lisa the Iconoclast» (зафіксований «Вебстерським словником»), «Kwyjibo» — вигадане слово із серії «Bart the Genius» та ін.

### Вплив на телебачення
«Сімпсони» стали першим успішним анімаційним телесеріалом класу «прайм-тайм» з часів шоу «Стривай, от прийде тато!» у 1970-х роках. Протягом більшої частини 1980-х анімаційні програми вважалися в основному придатними для дитячої аудиторії, а вартість створення анімаційної програми, гідної показу в прайм-тайм, була надто високою. «Сімпсони» змінили це уявлення. Успіх серіалу дав поштовх бумові анімаційних прайм-тайм шоу, що стався у 1990-ті роки та призвів до появи таких відомих серіалів як «Південний парк», «Сім'янин», «Король гори», «Футурама» і «Критик».
«Сімпсони» також справили вплив на ігрові програми, такі як «Малькольм у центрі уваги» — серіал, що дебютував 9 січня 2000 року на каналі «Fox» безпосередньо після «Сімпсонів» у часовому розкладі. Гумор «Мальколма» багато в чому наслідує гумор «Сімпсонів», до того ж у ньому так само не використовується закадровий сміх, як у більшості ситкомів. Іншим об'єктом впливу «Сімпсонів» називають британський комедійний серіал «Офіс».

## Simpsons Comics
На хвилі популярності серіалу, Метт Ґрейнінґ та компанія «Bongo Comics» у 1993 році створили серію коміксів про пригоди Сімпсонів. Усього було видано 245 випусків «Simpsons Comics». Останній з них вийшов у жовтні 2018 року.
В Україні та Росії серія видавалася видавництвом «Комікс ЛТД» у період з 2003 до 2011 року.

## Визнання і критика

### Нагороди

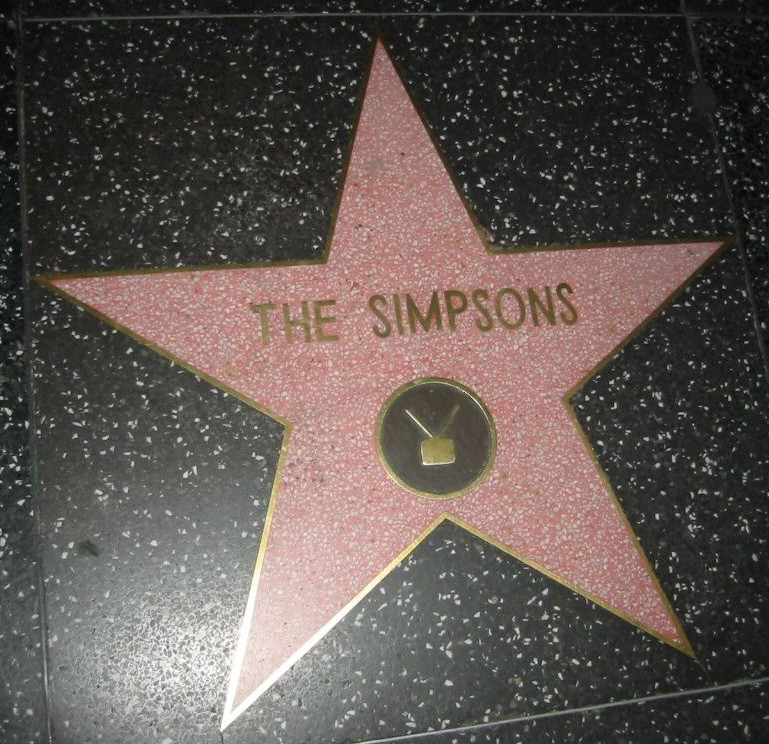
«Сімпсони отримали власну зірку на Алеї Слави в Голлівуді»

«Сімпсони» завоювали кілька десятків нагород, в тому числі 23 премії «Еммі» і 24 премії «Енні». 1998 року часопис «Тайм» назвав «Сімпсонів» найкращим телевізійним серіалом XX століття. Водночас «Тайм» включив Барта Сімпсона до списку 100 найвпливовіших осіб XX століття. Барт виявився єдиною вигаданою особою в цьому списку. 14 січня 2000 року на голлівудській алеї слави була закладено зірку на честь «Сімпсонів». Крім того, мультсеріал неодноразово потрапляв у списки та рейтинги інших видань.

### Критика
Протягом багатьох років рецензенти нових серій «Сімпсонів» відзначали дотепність і реалістичність серіалу. Утім, починаючи з середини 1990-х років, загальний тон програми став змінюватися. Деякі критики навіть назвали це «втомою» серіалу. До 2000 року деякі старі фани серіалу почали розчаровуватися у шоу, відзначаючи, що воно поволі перетворюється із комедії характерів на калейдоскоп ґеґів.
Не зважаючи на це, серіал продовжує збирати широку аудиторію та завойовувати нових прихильників. Проте, тоді як пересічна аудиторія серій першого сезону становила 13,4 мільйона глядачів, 17 сезону ця цифра знизилася до 9,2 мільйона. У своєму інтерв'ю у квітні 2006 року Метт Ґрейнінґ сказав:
|  | Особисто я не бачу причин закривати серіал, доки він не став для компанії заважким фінансовим тягарем. Зараз, на мою думку, з творчої сторони серіал є аніскільки не гіршим, ніж завжди: анімація відзначається віртуозністю і фантазією, а сюжети — цікаві та незаяложені. Тому, немає сенсу кидати справу. |

### Реакція Ватикану
У грудні 2009 року офіційна газета Ватикану «L'Osservatore Romano» охарактеризувала сюжети Сімпсонів як «реалістичні та розумні». Визнаючи наявність в мультсеріалі брутальних висловлювань та сцен насильства, газета відзначає, що завдяки Сімпсонам, дорослі знов відкрили для себе мультфільми.

### Заборони показу
В ряді країн серіал «Сімпсони» через ряд факторів був заборонений повністю або частково. Зокрема у квітні 2008 року державна організація Conatel, що займається наглядом за телерадіоетером у Венесуелі, виступила проти серіалу, отримавши низку скарг з боку глядачів. Серіал був знятий з показу на каналі Televen, причому керівництво каналу замінило його на інший серіал «Рятувальники Малібу».
2002 року Бразилія погрожувала подати в суд на «Fox» за серію «Blame It on Lisa», в якій члени родини Сімпсонів в Ріо-де-Жанейро були пограбовані, діти викрадені, а на дорослих напали хижаки.
У вересні 2008 року російський телеканал «2x2» за позовом Генпрокуратури зняв з етеру 12 мультсеріалів, у тому числі «Сімпсонів». Цьому передувала експертиза, проведена за заявою прокуратури Москви, внаслідок якої експерти прийшли до висновку, що згадані серіали не відповідають нормам російського законодавства про захист морального та психічного розвитку дітей, пропагують жорстокість, порнографію та антисоціальну поведінку.
Наприкінці 2008 року в Україні, посилаючись на експертні рішення Національної експертної комісії з питань захисту суспільної моралі, Національна рада з питань телебачення і радіомовлення України видала рекомендації, у яких порадила дотримуватися приписів НЕК щодо трансляції мультсеріалу «Сімпсони» — тобто показувати після 21:00. Фактично після цього мультсеріал зник з етеру телеканалу «M1», що в низці ЗМІ було сприйнято як неофіційну заборону «Сімпсонів» у країні. Громадські ініціативи повернути серіал у щоденний український телевізійний етер виявилися поодинокими та малочисленними та не досягнули достатнього резонансу. Виявилося, що з етеру «M1» Сімпсони зникли, тому що у телеканалу закінчилися права на показ мультсеріалу. 5 липня 2010 року Сімпсони знову повернулися в український етер, тепер вже на канал «Кіно».

### Сімпсони й Україна
У прем'єрній серії 23 сезону «The Falcon and the D'ohman» зображено персонажа Віктора з України, що був пародією на тогочасного Президента України Віктора Януковича. В епізоді також зображено його дружину Людмилу. Окрім того, в одній зі сцен зображено Києво-Печерську лавру.
У лютому 2022 року на початку російського вторгнення в Україну Сімпсони підтримали Україну. У соціальних мережах мультсеріалу з'явилося фото, на якому сім'я Сімпсонів тримає прапори України.

## Трансляція в Україні
З жовтня 1998 до березня 2000 року виходив на телеканалі «СТБ» у російському багатоголосому закадровому озвученні телекомпанії «REN TV».
З 13 вересня 2004 до 9 січня 2009 року для показу в Україні на телеканалі «M1» мультсеріал був дубльований українською мовою студією «Пілот». Телеканал до 2008 року показав 1-17 сезонів.
2010 року ексклюзивні права на показ «Сімпсонів» в Україні придбала група «1+1 Media». Мультсеріал почав транслюватися на телеканалі «Кіно» (згодом телеканал провів ребрендинг у «2+2»). У 2011 році на «2+2» розпочалася прем'єрна трансляція 18-20 сезонів «Сімпсонів» за участі тієї самої команди акторів дубляжу.
Наприкінці липня — на початку серпня 2012 року мультсеріал транслювався телеканалом «СіТі». Після того, як «СіТі» провів ребрендинг у дитячий телеканал «ПлюсПлюс», мультсеріал транслювався в етері до 2013 року.
З 2013 до 2017 року мультсеріал транслювався телеканалом «QTV», який у 2013—2014 транслював прем'єри 21-24 сезонів (1 серію 23 сезону було показано лише в лютому 2014 року під час Євромайдану) і 25 сезону восени 2014 року.
У 2015—2016 роках транслювався на каналі «ПравдаТУТ».
З 5 вересня 2016 до 26 грудня 2021 року серіал демонструвався на каналі «НЛО TV» з українським перекладом. У листопаді 2016 року канал (паралельно з показом у США) почав транслювати 28 сезон. Разом з цим, у грудні телеканал показав дубльовані 26 і 27 сезони.
З 11 грудня 2017 року до червня 2018 року на «НЛО TV» тривав показ всіх сезонів мультсеріалу підряд (включно із 23 і 25 сезонами, права на показ яких раніше належали «QTV»).
У червні-липні 2018 року тривала трансляція 29 сезону, у серпні-листопаді 2019 року — 30 сезону, у вересні-жовтні 2020 року — 31 сезону мультсеріалу.
З 2 грудня 2024 року мультсеріал транслюється на телеканалі «Super+».

### Ролі дублювали
- Євген Малуха — Гомер Сімпсон, Ленні Леонард, Мер Квімбі, Шкільний інспектор Чалмерз, Завгосп Віллі, Професор Фрінк, Продавець коміксів, Трой МакКлур, Доктор Нік, Лайонел Гуць, Кодос, диктор, інші
- Ірина Дорошенко — Мардж Сімпсон, Ліса Сімпсон, Патті і Сельма Був'є, Мілгаус ван Гутен, Една Крабапель, інші
- Ганна Левченко — Барт Сімпсон, Ральф Віггам, Нельсон Мюнц, Мартін Принс, Джимбо Джонс, Кірні Ззізвіч, Род і Тодд Фландерс, інші
- Юрій Коваленко — Нед Фландерс, Абрахам Сімпсон, Апу Нахасапімапетілон, Монтгомері Бернс, Вейлон Смізерс, Сеймур Скіннер, Клоун Красті, Кент Брокман, Отто Манн, Карл Карлсон, Мо Сизляк, Барні Гамбл, Жирний Тоні, Кірк ван Гутен, Доктор Гібберт, Другий Номер Боб, Гадюка, Капітан Маккалістер, Отець Лавджой, Клітус Спаклер, Кленсі Віггам, Канг, інші.

### Закадрове озвучення сайту «Simpsonsua.tv»
Наприкінці вересня 2021 року спільнота сайту «Simpsonsua.tv» оголосила про початок неофіційного озвучення нових серій мультсеріалу (з 33 сезону) за участю 4 акторів офіційного дубляжу. Озвучені епізоди доступні для користувачів сайту через кілька днів після прем'єри у США. 2024 року спільнота також озвучила 32 сезон.

## Повнометражний фільм
Кінокомпанії «20th Century Fox», «Gracie Films» і «Film Roman» створили анімаційний повнометражний фільм «Сімпсони у кіно», прем'єра якого відбулася 27 липня 2007 року. Режисером фільму виступив Девід Сільверман, який довгий час був продюсером серіалу. Сценарій був написаний групою авторів у складі: Метта Ґрейнінґа, Ела Джіна, Джорджа Мейєра, Майка Рейсса, Джона Шварцвельдера, Джона Вітті, Девіда Міркіна, Майка Скаллі, Метта Селмана та Ієна Макстона-Ґрема.
Ідея повнометражного фільму зародилася ще в часи ранніх сезонів. Джеймс Брукс спочатку планував створити фільм на основі сюжету серії «Kamp Krusty», але зазнав труднощів адаптуючи сценарій до тривалості повнометражного фільму.
Містом, в якому відбулася прем'єра фільму, став, за результатами спеціального конкурсу, проведеного «Fox», Спрингфілд у штаті Вермонт. Касовий збір фільму в перші дні показу склав близько 74 мільйонів доларів США, що є рекордом для фільму, знятого на основі телевізійного серіалу.